# 卡兰贾
卡兰贾（Karanja），是印度马哈拉施特拉邦Washim县的一个城镇。总人口60158（2001年）。

## 人口
该地2001年总人口60158人，其中男性30990人，女性29168人；0—6岁人口8534人，其中男4381人，女4153人；识字率72.41%，其中男性为77.65%，女性为66.84%。